# Autunno scacchistico veneziano
L'Autunno Scacchistico Veneziano è un torneo internazionale di scacchi che dal 1994 si svolge ogni anno a Venezia, a cavallo tra ottobre e novembre.
Dalla fine degli anni novanta il torneo prende anche il nome di "memorial Mario Monticelli", in onore dello scacchista scomparso.
Oltre ai tanti scacchisti di livello internazionale, vi hanno preso parte anche diversi campioni italiani come Michele Godena.

## Organizzazione del torneo
Fin dalla prima edizione l'organizzatore è il Maestro Fide veneziano Antonio Rosino.
Il torneo negli anni si è svolto grazie all'organizzazione dei Circoli scacchistici veneziani Esteban Canal e Carlo Salvioli .
Il torneo prevede solitamente 9 turni di gioco, con cadenza classica (normalmente 90'+30"). Oltre al torneo magistrale si svolgono alcuni tornei collaterali: il B e il C. In un paio di occasioni si è svolto anche un torneo lampo.
Nel 2020 e nel 2021, a causa della pandemia di COVID-19 non è stato possibile organizzare il torneo.

## Albo d'oro
Albo d'oro del torneo Magistrale.
| Ed. | Anno | Vincitore             | Note   |
| --- | ---- | --------------------- | ------ |
| 1   | 1994 |                       |        |
| 2   | 1995 | Roberto Messa         | [ 1 ]  |
| 3   | 1996 | Alberto Fabris        | [ 2 ]  |
| 4   | 1997 | Milan Mrdja           | [ 3 ]  |
| 5   | 1998 |                       |        |
| 6   | 1999 | Goran Mufic           | [ 4 ]  |
| 7   | 2000 | Fabio Pietrobon       | [ 5 ]  |
| 8   | 2001 | Giulio Artizzu        | [ 6 ]  |
| 9   | 2002 | Spyridon Skembris     | [ 7 ]  |
| 10  | 2003 | Attila Groszpeter     | [ 8 ]  |
| 11  | 2004 | Igor Miladinović      | [ 8 ]  |
| 12  | 2005 | Gediminas Sarakauskas | [ 8 ]  |
| 13  | 2006 | Andjelko Dragojlovic  | [ 8 ]  |
| 14  | 2007 | Georgy Timoshenko     | [ 8 ]  |
| 15  | 2008 | Milan Drasko          | [ 8 ]  |
| 16  | 2009 | Salvador Roland       | [ 8 ]  |
| 17  | 2010 | Atanas Kizov          | [ 8 ]  |
| 18  | 2011 | Jie Xia               | [ 8 ]  |
| 19  | 2012 | Pier Luigi Basso      | [ 8 ]  |
| 20  | 2013 | Pier Luigi Basso      | [ 8 ]  |
| 21  | 2014 | Pier Luigi Basso      | [ 8 ]  |
| 22  | 2015 | Pier Luigi Basso      | [ 8 ]  |
| 23  | 2016 | Pier Luigi Basso      | [ 8 ]  |
| 24  | 2017 | Kenny Solomon         | [ 8 ]  |
| 25  | 2018 | Pier Luigi Basso      | [ 9 ]  |
| 26  | 2019 | Pier Luigi Basso      | [ 10 ] |
| 27  | 2023 | Dragos Ceres          | [ 11 ] |
| 28  | 2024 | Zanas Nainys          | [ 12 ] |